# Giro de Lombardía 1978
El Giro de Lombardía 1978, la 72.ª edición de esta clásica ciclista, se disputó el 7 de octubre de 1978, con un recorrido de 266 km entre Milán y Como. El vencedor final fue el italiano Francesco Moser, por delante del sueco Bernt Johansson y el francés Bernard Hinault. 

## Clasificación final
| Posición | Ciclista                 | Equipo                    | Tiempo     |
| -------- | ------------------------ | ------------------------- | ---------- |
| 1        | Francesco Moser          | Sanson-Campagnolo         | 6h 48' 00" |
| 2        | Bernt Johansson          | Fiorella-Mocassini        | m. t.      |
| 3        | Bernard Hinault          | Renault-Gitane-Campagnolo | m. t.      |
| 4        | Wladimiro Panizza        | Vibor                     | m. t.      |
| 5        | Alfio Vandi              | Magniflex-Torpado         | m. t.      |
| 6        | Gianbattista Baronchelli | Scic-Bottecchia           | m. t.      |
| 7        | Joop Zoetemelk           | Miko-Mercier-Hutchinson   | m. t.      |
| 8        | Roberto Ceruti           | Mecap-Selle Italia        | m. t.      |
| 9        | Johan De Muynck          | Bianchi-Faema             | + 08       |
| 10       | Michel Pollentier        | Flandria-Velda            | + 3'10     |